# مستشفى المحافظة للولادة - دار إسماعيل
مستشفى المحافظة للولادة - دار إسماعيل هو مستشفى تخصصي حكومي مصري، يتبع مديرية الشئون الصحية بمحافظة الإسكندرية التابعة لوزارة الصحة والسكان، مُتخصص في طب النساء والولادة، يقع في منطقة كرموز بحي غرب الإسكندرية على مساحة 4000 متر مربع، أنشأ سنة 1905، واُفتتح رسميًا سنة 1912، بلغت طاقته الاستيعابية سنة 2023 حوالي 131 سرير منها 105 سرير إقامة داخلي، وعشرة أسرة عناية مركزة، و16 حضانة أطفال، وستة غرف عمليات.